# Парламентські вибори в Хорватії 2020
Парламентські вибори в Хорватії 2020 — дострокові вибори до хорватського парламенту, що відбулися 5 липня 2020 року (а в хорватських дипломатичних представництвах за кордоном — 4 і 5 липня). Стали 10-ми з моменту перших багатопартійних виборів у Хорватії і третіми після вступу Хорватії до Євросоюзу 2013 року. На них було обрано 151 депутата 10-го скликання парламенту Хорватії. 140 депутатів обиралися в географічних виборчих округах Хорватії, трьох обирала хорватська діаспора, а вісьмох делегували до парламенту громадяни, зареєстровані як члени котроїсь із 22 конституційно визнаних національних меншин.
Протягом квітня 2020 року в ЗМІ ширилися спекуляції, що вибори будуть призначені раніше, ніж планувалося спочатку, через невизначеність, створену все ще не подоланою пандемією коронавірусної хвороби та ситуацією з нею у Хорватії. Мається на увазі, що хоча поширення вірусу і вдалося до цього часу взяти під контроль, проте досі зберігаються побоювання, що кількість випадків зараження може знову почати зростати восени, і тим самим завадити проведенню виборів або навіть унеможливити їх.  Таким чином, кілька чільних діячів Хорватської демократичної співдружності (ХДС) — старшого партнера у правлячій коаліції (включаючи спікера парламенту Гордана Яндроковича) висловили свою підтримку пропозиції про те, щоб вибори пройшли в літній час. Окрім того, на початку травня деякі джерела як у правлячій ХДС, так і в опозиційній Соціал-демократичній партії (СДП) твердили, що парламент може бути розпущено ще в середині травня, а подальші вибори відбудуться наприкінці червня або на початку липня. 14 травня 2020 прем'єр-міністр Андрей Пленкович підтвердив, що уряд дійсно досяг угоди з парламентською опозицією щодо проведення дострокових виборів та розпуску парламенту, який відтак відбувся 18 травня. Це означало, що Президент Зоран Міланович повинен був офіційно призначити вибори не пізніше ніж на 17 липня 2020 року, що він і зробив.

## Попередні результати

Результати виборів з більшістю голосів по кожній громаді Хорватії та чотирьох виборчих округах Загреба
ХДС
Рестарт коаліція
ХНП
Коаліція під проводом Вітчизняного руху Мирослава Шкоро
NS–R
NLSP
Незалежний список Лацковича
SSIP

Панівна ХДС здобула переконливу перемогу над Рестарт-коаліцією, яка кілька тижнів до виборів вела перед в опитуваннях громадської думки. Схоже на те, що ХДС заручилася підтримкою громадськості за поведінку в умовах пандемії COVID-19. Ця пандемія також призвела до того, що явка виборців стала найнижчою після перших демократичних виборів 1990 р. — у них взяли участь менш ніж половина зареєстрованих виборців. 
| |                                                      |           |       |       |      |  |  |  |  |
| Партія | Партія                                               | Голосів   | %     | Місць | +/–  |  |  |  |  |
| | Коаліція під проводом ХДС                            | 621.008   | 37,26 | 66    | +5   |  |  |  |  |
| | Рестарт коаліція                                     | 414.615   | 24,87 | 41    | –4   |  |  |  |  |
| | Коаліція на чолі з Вітчизняним рухом Мирослава Шкоро | 181.492   | 10,89 | 16    | Нова |  |  |  |  |
| | Міст незалежних списків                              | 123.193   | 7,39  | 8     | –5   |  |  |  |  |
| | Зелено-ліва коаліція                                 | 116.480   | 6,99  | 7     | Нова |  |  |  |  |
| | Коаліція на чолі з «Паметно»                         | 66.399    | 3,98  | 3     | +3   |  |  |  |  |
| | Досить грабунку                                      | 37.628    | 2,26  | 0     | –8   |  |  |  |  |
| | Хорватська народна партія — ліберал-демократи        | 21.725    | 1,30  | 1     | –8   |  |  |  |  |
| | Народна партія — реформісти                          | 11.425    | 1,01  | 1     | 0    |  |  |  |  |
| | Бандич Мілан 365 — Партія праці та солідарності      | 9.897     | 0,59  | 0     | –1   |  |  |  |  |
| | Хорватська громадянська партія                       | 7.399     | 0,44  | 0     | 0    |  |  |  |  |
| | Ліга права                                           | 7.266     | 0,44  | 0     | Нова |  |  |  |  |
| | Демократи–ХЛ–Список за Рієку                         | 6.594     | 0,40  | 0     | Нова |  |  |  |  |
| | Автохтонна хорватська партія права                   | 5.343     | 0,32  | 0     | 0    |  |  |  |  |
| | Блок «Пенсіонери разом»                              | 5.267     | 0,32  | 0     | 0    |  |  |  |  |
| | Хорватська демохристиянська партія                   | 2.465     | 0,15  | 0     | 0    |  |  |  |  |
| | Сила Славонії та Барані                              | 2.294     | 0,14  | 0     | Нова |  |  |  |  |
| | Соціалістична робітнича партія Хорватії              | 2.149     | 0,13  | 0     | 0    |  |  |  |  |
| | Союз Кварнера                                        | 2.044     | 0,12  | 0     | Нова |  |  |  |  |
| | Рух за сучасну Хорватію                              | 1.307     | 0,08  | 0     | 0    |  |  |  |  |
| | Моя люба Хорватія                                    | 977       | 0.06  | 0     | Нова |  |  |  |  |
| | Автохтонна хорватська селянська партія               | 958       | 0,06  | 0     | 0    |  |  |  |  |
| | BDSH                                                 | 768       | 0,05  | 0     | 0    |  |  |  |  |
| | Хорватська партія майбутнього                        | 732       | 0,04  | 0     | Нова |  |  |  |  |
| | Хорватська партія цивільного опору                   | 714       | 0,04  | 0     | Нова |  |  |  |  |
| | Незалежний список                                    | 626       | 0,04  | 0     | Нова |  |  |  |  |
| | Вільна Хорватія                                      | 605       | 0,04  | 0     | 0    |  |  |  |  |
| | Хорватська партія перспективи                        | 576       | 0,03  | 0     | 0    |  |  |  |  |
| | Хорватська комуністична партія                       | 405       | 0,02  | 0     | Нова |  |  |  |  |
| | Хорватська партія порядку                            | 338       | 0,02  | 0     | 0    |  |  |  |  |
| | Абетка демократії                                    | 219       | 0.01  | 0     | Нова |  |  |  |  |
| | Незалежні                                            | 8.524     | 0,51  | 0     | –1   |  |  |  |  |
| | Національні меншини                                  | –         | –     | 8     | 0    |  |  |  |  |
| Недійсні/незаповнені бюлетені                                                                             | Недійсні/незаповнені бюлетені                        | 38.713    | –     | –     | –    |  |  |  |  |
| Загалом                                                                                                   | Загалом                                              | 1.705.620 | 100   | 151   | 0    |  |  |  |  |
| Зареєстровані виборці/явка                                                                                | Зареєстровані виборці/явка                           | 3.672.067 | 46,45 | –     | –    |  |  |  |  |
| Джерело: Izbori [Архівовано 16 грудня 2020 у Wayback Machine.] (звітність 9731 із 9732 виборчих дільниць) |                                                      |           |       |       |      |  |  |  |  |

## Результати
Хорватська демократична співдружність здобула 66 зі 151 місця у парламенті, що стало найкращим результатом партії за останнє десятиріччя. Така перемога показує, що багато хто задоволений «поміркованим лідерством» Пленковича.
Несподіваний успіх ХДС засвідчив, що тактика Пленковича стосовно проведення виборів до настання другої активної хвилі коронавірусу та суворіших економічних наслідків себе виправдала. Останнє могло призвести до падіння популярності його партії упродовж літа, оскільки в умовах пандемії можливості для туризму, який становить майже 20 відсотків ВВП країни, різко знижуються. На користь партії влади зіграла і менша порівняно з минулими виборами явка на виборах – 46,85% проти 52,6%, а також той факт, що міські рухи і нові партії мали менше часу на підготовку до виборів. Та чи не найголовніша причина успіху полягала в тому, що пандемія допомогла хорватському прем'єру результативно відвернути увагу від внутрішніх проблем (як-от корупція, через яку за чотири роки поточного уряду дев'ять міністрів залишили свої посади) і зосередитися на протидії коронавірусу. Єдина гучна «коронавірусна поразка» уряду — підтримка прем'єром тенісного турніру, влаштованого у приморському місті Задар першою ракеткою світу Новаком Джоковичем. Це змагання покликане посилити туристичну галузь держави, завершилося зараженням вірусом кількох учасників, у тому числі й організатора турніру.
Ще один гучний скандал — оприлюднення ХДС незадовго до дня голосування відеоролика з провідними політиками з Європейської народної партії, що підтримували хорватських правоцентристів і повторювали гасло ХДС «безпечна Хорватія». Серед згаданих політиків була чинна голова Єврокомісії Урсула фон дер Ляєн, хоча зазвичай керівники євроструктур утримуються від втручання у національні вибори. І хоча керівниця Єврокомісії запевняла, що взяла участь як приватна особа, негативного резонансу уникнути не вдалося. 
Попри передвиборні опитування, де дві головні партії Хорватії йшли пліч-о-пліч, супротивник ХДС – лівоцентристська коаліція Рестарт на чолі з Соціал-демократична партією Хорватії (СДП), виборола тільки 41 місце в парламенті, а головною причиною, що завадила домогтися кращого результату, називають численні внутрішні конфлікти. Чимало есдеків виступає проти лідера лівоцентристської коаліції Давора Бернардича. Той визнав свою провину за поразку на виборах і вирішив піти у відставку. 
Третє місце посів на виборах націоналістичний «Вітчизняний рух» (Domovinski pokret) під керівництвом співака Мирослава Шкоро, який дістав 16 місць у парламенті. Рух намагається порушувати такі теми, як націоналізм і позиція сербської меншини в Хорватії, фашистське минуле, питання заборони абортів тощо.
Партія Шкоро користується підтримкою безкомпромісних націоналістів, але це не зовсім нова політична сила. Частина цієї партії — колишні депутати ХДС, як і сам Шкоро. І, відповідно, парламентська кампанія популістської партії була націлена на залучення виборців із більш консервативного та націоналістичного крил ХДС. А справжня мета руху — повернення контролю над ХДС. За останні роки партія стала більш центристською, здобуваючи голоси поміркованих виборців, а Пленкович зумів маргіналізувати деяких безкомпромісних правих членів партії. Тому радикальніші елементи примкнули до політичної сили Шкоро, який посів третє місце на президентських виборах попереднього року. 
У парламент пройшли також центристська партія MOST, завоювавши 8 місць, зелено-ліва коаліція із сімома мандатами, ліберально-центристська коаліція на чолі з партією «Паметно» (здобувши 3 місця) та ліберальні Хорватська народна партія і «Реформісти», виборовши по 1 мандату.
Щоб одержати більшість у парламенті, партії-переможниці не вистачило десятьох місць. Тому ХДС створила коаліцію, а найімовірнішими партнерами для цього вона бачила невеликі центристські партії та ті, які представляють етнічні меншини. Ці сили вже надали чітку підтримку новій парламентській більшості та уряду ХДС, що дозволило Пленковичу уникнути складніших коаліцій.

## Наслідки для України
Такий результат виборів є позитивним для України. Він не створює загроз двостороннім відносинам і не ставить під сумнів позицію Хорватії щодо російської агресії та збереження територіальної цілісності і суверенітету України.
Хорватія й надалі буде солідарною з іншими членами ЄС у питанні санкцій проти Росії та інших аспектів, що вона й демонструвала під час першого головування в Раді ЄС.
Сам Андрей Пленкович, колишній депутат Європарламенту, є знаковою постаттю для України. Він  
прибічник євроінтеграції України, був головою комітету парламентської співпраці Україна-ЄС та виступав за безвізовий режим для України.

## Виноски
1. ↑  У шостому виборчому окрузі НП-Р змагається на виборах у складі Рестарт коаліції.[1]